# Reinier Pletting

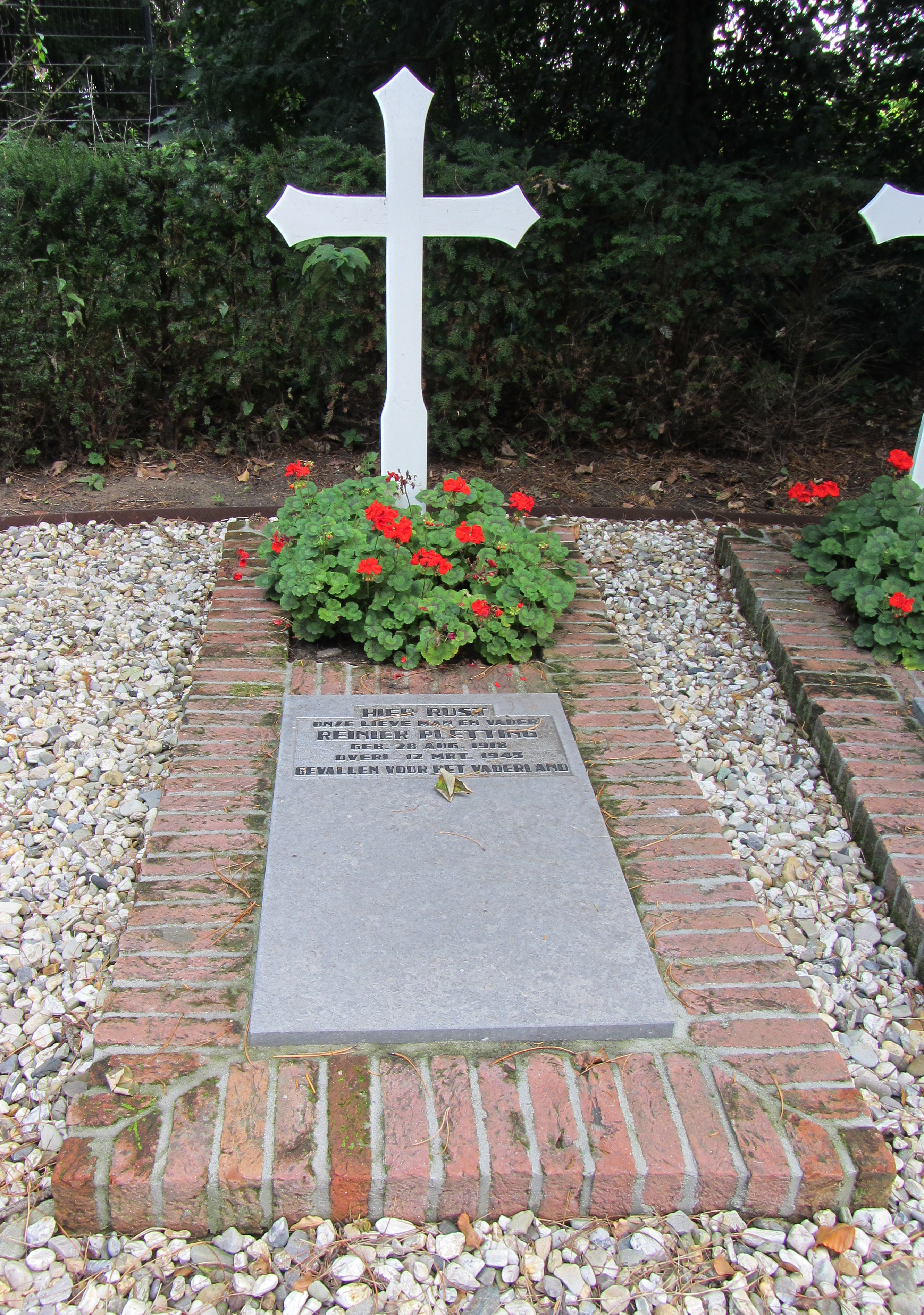
Graf van Reinier Pletting op Duinrust

Reinier Pletting (Beverwijk, 28 augustus 1918 – Amsterdam, 12 maart 1945) was een Nederlandse onderduikgever tijdens de Tweede Wereldoorlog.
Hij was zoon van Dirk Pletting en Maartje Nielen. Zelf was hij sinds 20 maart 1940 getrouwd met Adriana van der Touw. Hij kwam als PTT-beambte in 1940 in Amsterdam te wonen.
Pletting was lid van de Binnenlandse Strijdkrachten en groepscommandant van het S.G. der Binnenlandse Strijdkrachten te Beverwijk. Hij verspreidde het illegale blad Vrij Nederland. Reinier Pletting werd gelijk met zijn vrienden Jan Pleeging en Jan Semeins op 26 februari 1945 door de Duitsers gearresteerd wegens hulp aan onderduikers en Joden. Hij werd zonder proces gefusilleerd op het Weteringsplantsoen in Amsterdam.  
Op 27 oktober 1945 werd Reinier herbegraven op begraafplaats Duinrust in Beverwijk.

## Eerbetoon
- Zijn naam staat vermeld op de Erelijst van Gevallenen 1940-1945.[2]
- Zijn naam is vermeld op het Hoogovenmonument aan de Wenckebachstraat te Velsen-Noord.
- Zijn naam is vermeld op de plaquette bij het oorlogsmonument de Fusillade van Gerrit Bolhuis in het Weteringsplantsoen.
- Beverwijk kent een Reinier Plettinghof.